# Championnat d'Égypte de football 1955-1956
Navigation
Saison précédente Saison suivante
La saison 1955-1956 du Championnat d'Égypte de football est la 6e édition du championnat de première division égyptien. Onze clubs égyptiens prennent part au championnat organisé par la fédération. Les équipes sont regroupées en une poule unique où elles rencontrent leurs adversaires deux fois, à domicile et à l'extérieur.
C'est le club d'Al Ahly SC, tenant du titre depuis cinq saisons, qui remporte à nouveau le championnat, après avoir terminé en tête du classement, avec un seul point d'avance sur le Zamalek SC et deux sur Al-Qanah. C'est le 6e titre de champion d'Égypte de l'histoire du club, qui réussit un nouveau doublé après sa victoire face au Tersana en finale de la Coupe d'Égypte.
Les clubs d'Al Mansourah Sporting Club et d'Ittihad Suez rejoignent le championnat, alors que le club d'Al Sekka Al Hadid n'y participe pas cette saison.

## Les clubs participants
| - Al Ahly SC - Tersana SC - Ismaily SC - Zamalek SC - Al-Masry Club - Ittihad Suez | - Al-Qanah - Al Olympi - Ittihad Alexandrie - Al Teram - Al Mansourah Sporting Club |

## Compétition

### Classement
Le classement est établi sur le barème de points classique (victoire à 2 points, match nul à 1, défaite à 0).
| Rang | Équipe                     | Pts | J  | G  | N  | P  | Bp | Bc | Diff |
| ---- | -------------------------- | --- | -- | -- | -- | -- | -- | -- | ---- |
| 1    | Al Ahly SC T C             | 28  | 20 | 12 | 4  | 4  | 43 | 20 | +23  |
| 2    | Zamalek SC                 | 27  | 20 | 10 | 7  | 3  | 31 | 15 | +16  |
| 3    | Al-Qanah                   | 26  | 20 | 10 | 6  | 4  | 24 | 22 | +2   |
| 4    | Ittihad Alexandrie         | 23  | 20 | 8  | 7  | 5  | 42 | 36 | +6   |
| 5    | Ismaily SC                 | 22  | 20 | 9  | 4  | 7  | 34 | 27 | +7   |
| 6    | Al-Masry Club              | 20  | 20 | 7  | 6  | 7  | 33 | 36 | -3   |
| 7    | Ittihad Suez               | 18  | 20 | 7  | 4  | 9  | 22 | 29 | -7   |
| 8    | Tersana SC                 | 16  | 20 | 4  | 8  | 8  | 22 | 31 | -9   |
| 9    | Al Olympi                  | 16  | 20 | 3  | 10 | 7  | 16 | 19 | -3   |
| 10   | Al Teram                   | 13  | 20 | 3  | 7  | 10 | 20 | 31 | -11  |
| 11   | Al Mansourah Sporting Club | 11  | 20 | 1  | 9  | 10 | 22 | 43 | -21  |

| Légende : Qualifications et relégations | Légende : Qualifications et relégations                |
| --------------------------------------- | ------------------------------------------------------ |
|                                         | Champion d'Égypte 1955-1956                            |
|                                         | T : Tenant du titre C : Vainqueur de la Coupe d'Égypte |

## Bilan de la saison
| Championnat d'Égypte de football 1955-1956 |                       |
| Champion                                   | Al Ahly SC (6e titre) |
| Coupes et trophées                         |                       |
| Vainqueur de la Coupe d'Égypte 1955-1956   | Al Ahly SC            |
| Promotions et relégations                  |                       |
| Promus en Egyptian Premier League          | Aucun                 |
| Relégués en Egyptian Second League         | Aucun                 |